# Gilson Manuel Silva Alves
Gilson Manuel Silva Alves, meglio conosciuto come Ja (Fogo, 18 marzo 1987), è un ex calciatore capoverdiano, di ruolo attaccante.

## Palmarès

### Club

#### Competizioni nazionali
- Coppa di Lega tunisina: 1

Étoile du Sahel: 2005
- Campionato tunisino: 1

Étoile du Sahel: 2006-2007
- Coppa di Francia: 1

Guingamp: 2008-2009

#### Competizioni internazionali
- CAF Champions League: 1

Étoile du Sahel: 2007
- Coppa della Confederazione CAF: 1

Étoile du Sahel: 2006
- Supercoppa CAF: 1

Étoile du Sahel: 2008